# Ihaste
Ihaste är en stadsdel i Tartu i Estland. Ihaste ligger 52 meter över havet och antalet invånare är 2 497.